# Schwert des Islam

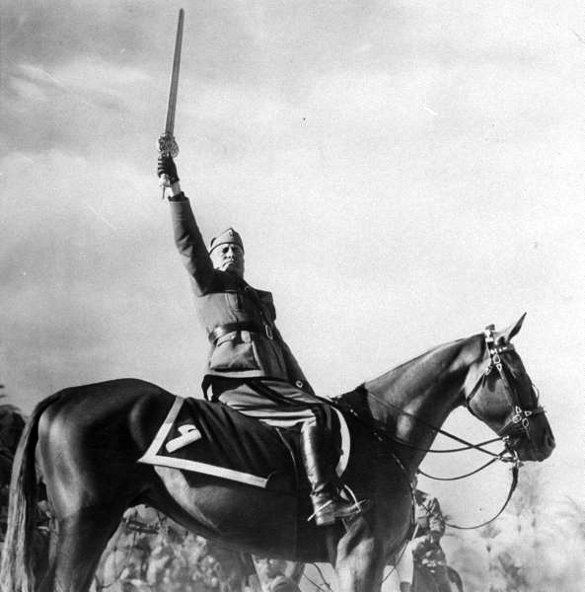
Retuschiertes Propagandafoto, das Mussolini nach der Übergabe des Schwertes zeigt

Das Schwert des Islam (italienisch La Spada dell’Islam, arabisch سيف الإسلام Sayf al-Islām) ist ein von der faschistischen Propaganda so bezeichnetes Zeremonienschwert, das 1937 dem italienischen Diktator Benito Mussolini übergeben wurde. Mit dem Schwert sollte die Rolle des sich selbst zum „Verteidiger des Islam“ ernannten Mussolini unterstrichen werden.

## Hintergrund
Die Außenpolitik des faschistischen Italien gegenüber der arabischen Welt war nicht einheitlich und von mehreren Phasen gekennzeichnet. Durch die Nachkriegsordnung nach dem Ende des Ersten Weltkriegs waren weder die Großmachtbestrebungen Italiens noch die politische Unabhängigkeit der arabischen Welt erfüllt worden. In den 1920er Jahren gab es nur zögerliche Annäherungsversuche zwischen beiden Seiten. Erst in den 1930er Jahren verfolgte Italien eine verstärkt proarabische Politik im Mittelmeerraum. Italien sah sich zu diesem Zeitpunkt als Brücke zwischen dem Abendland und dem arabischen Raum und intensivierte seine wirtschaftlichen und kulturellen Beziehungen mit der arabischen Welt.
1934 begann Italien seine Propagandaarbeit gegenüber der arabischen Welt zu verstärken. So wurde beispielsweise mit Radio Bari der erste europäische Sender eingerichtet, der sich in arabischer Sprache direkt an die Bevölkerung in Nordafrika und der arabischen Halbinsel wandte. In dieser Phase wurden zwischen dem faschistischen Regime und panarabischen und nationalistischen Bewegungen erste Kontakte geknüpft.
Mit dem Abessinienkrieg zwischen 1935 und 1936 wurden die Beziehungen zur arabisch-islamischen Welt intensiviert, dabei konnte Italien sich der Neutralität der Araber versichern, die zum Teil in offene Sympathie umschlug, da der Negus als Unterdrücker der Muslime betrachtet wurde.
Nach dem erfolgreichen Feldzug und der Stärkung Italiens in Europa und im Mittelmeerraum, sollte mit Hilfe der arabisch-italienischen Freundschaft die Rolle Italiens gegenüber den Kolonialmächten Frankreich und Großbritannien gestärkt werden. Mit dem Jahr 1937, dem Jahr in dem Mussolini das Schwert des Islam überreicht wurde, rückten die bislang der breiten Bevölkerung eher unbekannt gebliebenen Bemühungen um die arabisch-islamische Welt mit Hilfe der faschistischen Propaganda in das allgemeine Bewusstsein.

## Geschichte
Das Schwert des Islam wurde Mussolini im März 1937 bei seinem Besuch der italienischen Kolonie Italienisch-Libyen vor den Toren Tripolis in der Oase Bugara überreicht. Die Übergabe durch den Berberanführer Jusuf Kerbisch wurde dabei von der faschistischen Propaganda geschickt in Szene gesetzt. Aus dem bekannten Foto, das Mussolini auf einem Pferd mit in die Höhe gestreckten Schwert zeigt, war allerdings ein die Zügel des Pferdes haltender Soldat herausretuschiert worden.
1938 wurde in Tripolis in Anlehnung an das Propogandafoto ein Reiterstandbild vom Mussolini in ähnlicher Haltung vom Künstler Quirino Ruggeri aufgestellt.
Das von der Propaganda als arabisches Schwert ausgegebene reich geschmückte Zeremonialschwert, war in Wirklichkeit in Florenz hergestellt worden. Es ging nach dem Sturz Mussolinis im Juli 1943 verloren. Laut seiner Ehefrau Rachele Mussolini wurde es aus einer Vitrine der Privatresidenz Rocca di Caminate von Antifaschisten gestohlen.